# T34VM1

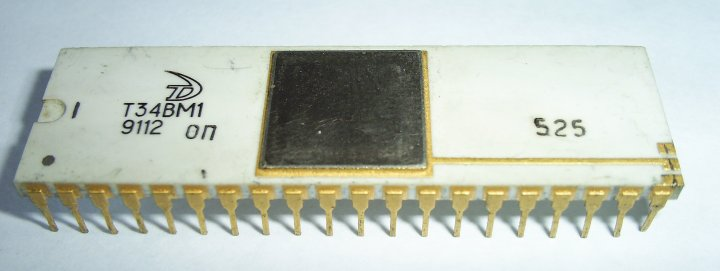
T34VM1

T34VM1 (rusky Т34ВМ1) je integrovaný obvod vyráběný ruskou společností Angstrem (rusky: Ангстрем) v Zelenogradě. Jedná se o integrovaný obvod z řady obvodů Т34, T34VM1 je ekvivalent procesoru Z80.
Procesor je proveden ve 40pinovém pouzdru DIP. Vyráběl se ve dvou variantách, se stříbrnými a se zlatými piny. Procesor je předchůdcem procesorů KR1858VM1 a KR1858VM3 (rusky КР1858ВМ1 a КР1858ВМ3). Byl součástí několika ruských variant počítače Sinclair ZX Spectrum.
Protože název procesoru připomíná jméno ruského tanku T-34, existuje legenda, že autor návrhu procesoru T34VM1 sloužil u tankové divize během jeho základní vojenské služby.